# Богданов, Леон Леонидович
Лео́н Леони́дович Богда́нов (25 декабря 1942, Куйбышев, СССР — 25 февраля 1987, Ленинград, СССР) — советский художник, поэт и прозаик, один из значительных представителей петербургской неофициальной культуры 1960—1980 годов.

## Биография и творчество
Леон Богданов родился 25 декабря 1942 г. в эвакуации, в Куйбышеве, после войны семья жила в Германии, потом в Ленинграде.
С детства занимался живописью и графикой, ещё школьником познакомился с деятелями неофициальной ленинградской культуры, в частности, с Константином Кузьминским и Борисом Понизовским, впоследствии — активными деятелями неофициального ленинградского искусства.
Принимал участие в квартирных выставках, писал стихи, эссе, прозу, печатавшиеся в самиздатовских альманахах и журналах, в том числе в сборнике «Лепрозорий–23» (1976), в журнале «Часы» (1980 год, № 23), в «Митином журнале», в ейском журнале «Транспонанс», в антологии «У Голубой лагуны». Как живописец Богданов писал и абстрактные, и фигуративные работы, в литературе эволюционировал от абсурдистских ранних текстов и текстов-коллажей к дневниковой прозе, отмеченной медитативностью и цельным восприятием мира. На творчество Леона Богданова в равной степени повлияли поэзия Велимира Хлебникова, Константина Вагинова и увлечение восточными философией и искусством.
Умер от инфаркта 25 февраля 1987 года.
Первая книга вышла лишь в 2002 году в издательстве «Новое литературное обозрение».

## Награды
- Лауреат Премии Андрея Белого 1986 года с формулировкой «за книгу „Заметки о чаепитии и землетрясениях“, позволяющую европейскому уху услышать „в музыке флейты земли — звучание флейты неба“».

## Критика
Виктор Пивоваров:

«Заметки» Богданова не просто потрясают, они «переворачивают душу». Что значит «перевернуть душу»? Это значит — взболтать то состояние относительного равновесия, в котором находится каждый из нас, нарушить тот выработанный годами тонкий баланс между внутренним и внешним «я», между этими «я» и социальным пространством, природой, космосом, смертью и пр. и пр. Если нам «перевернуть душу», мы оказываемся голыми и незащищенными перед чем-то огромным и необъяснимым, надвигающимся на нас, как в страшном сне или фильме ужасов.— 
К.Козырев:

И литература, и живопись его изумительно просты — до очевидности, до трюизма — и вместе с тем какая в них утонченность, виртуозность, какое сложное восприятие, колоссальная эрудиция! Простота — не первая ступень его художественной биографии, а её завершающая цель, вбирающая в себя то в спрессованном, то в разреженно-неприметном виде сложность самых разных культур и миров.— 

## Книги
Заметки о чаепитии и землетрясениях. — М.: Новое литературное обозрение, 2002. — 544 с.

## Премия Леона Богданова
В 2023 году в Санкт-Петербурге учреждена премия имени Леона Богданова. Присуждается ежегодно (25 декабря) «за лучшее художественное высказывание на темы, созвучные творчеству Леона Богданова: погода, чай, вулканы и землетрясения, книги, люди, последние известия…» Одна из заявленных задач премии — «продлить импульс ленинградской неподцензурной литературы (одним из важнейших представителей которой был Леон Богданов)».